# Union of Flesh and Machine
Union of Flesh and Machine är det åttonde studioalbumet med det norska death metal-bandet Blood Red Throne. Albumet släpptes 2016 av skivbolaget Candlelight Records.

## Låtlista
1. "Revocation of Humankind" – 4:23
2. "Proselyte Virus" – 5:09
3. "Patriotic Hatred" – 4:15
4. "Homicidal Ecstasy" – 4:42
5. "Martyrized" – 3:44
6. "Union of Flesh and Machine" – 4:55
7. "Legacy of Greed" – 3:12
8. "Exposed Mutation" – 3:10
9. "Primal Recoil" – 4:15
10. "Leather Rebel" (Judas Priest-cover) – 3:21
11. "Mary Whispers of Death" – 4:52

- Text: Martin Skar Berger (spår 1–9), Tchort (spår 11)
- Musik: Død (spår 1, 2, 4, 6, 8, 9), Meathook (spår 3, 5, 7), Blood Red Throne (spår 11)

## Medverkande
Blood Red Throne
- Død (Daniel Olaisen) – gitarr
- Freddy Bolsø – trummor
- Meathook (Ivan Gujic) – gitarr
- Bent (Ole Bent Madsen) – basgitarr
- Bolt (Yngve Christiansen) – sång

Andra medverkande
- Død – ljudtekniker (gitarr, bass)
- Bolt – ljudtekniker (sång)
- John Ronny Bøe – ljudtekniker (trummor)
- Martin Skar Berger – ljudmix, mastering
- Jobert Mello – omslagsdesign, omslagskonst